# Transumanesimo nella fantascienza
Il transumanesimo nella fantascienza è un tema molto trattato. La letteratura fantascientifica spesso descrive scenari in cui la tecnologia migliora la condizione umana ed è occasionalmente ambientata in società utopiche (o tecno-utopiche). Tuttavia, la fantascienza spesso descrive umani tecnologicamente aumentati o di altri esseri postumani con intenzione ammonitiva. Gli scenari più pessimistici rappresentano realtà distopiche causate dall'uso incauto dell'ingegneria biomedica.
Esempi di "narrativa transumanista" includono romanzi di Linda Nagata, Greg Egan, Zoltan Istvan e Hannu Rajaniemi. I romanzi transumanisti sono spesso di natura filosofica ed esplorano l'impatto ipotetico di simili tecnologie sulla vita umana. I romanzi di Nagata, ad esempio, riguardano la relazione tra il naturale e l'artificiale, e suggeriscono che, se le modifiche transumane della natura possono essere da un lato benefiche, possono anche essere pericolose, quindi non dovrebbero essere prese alla leggera. Il romanzo Diaspora di Greg Egan pone domande sull significato di idee come la riproduzione in una società post-umana. Il romanzo di Istvan, The Transhumanist Wager esplora i limiti fino ai quali una persona potrebbe spingersi allo scopo di otterere l'immortalità tramite mezzi scientifici e tecnologici. Il romanzo di Rajaniemi, sebbene più orientato all'azione, esplora temi come la morte e la finitezza nella vita post-umana.
Rappresentazioni immaginarie di scenari transumanisti esistono anche in altri media, come film (Transcendence), serie televisive (Gli Antichi di Stargate SG-1), manga e anime (Ghost in the Shell), giochi di ruolo (Rifts e Eclipse Phase) e videogiochi (Deus Ex o BioShock).

## Letteratura transumanista

### Storia
Tra le prime opere transumaniste si può includere Frankenstein o il moderno Prometeo di Mary Shelley. Il protagonista, lo scienziato Victor Frankenstein, può essere considerato uno dei primi personaggi transumanisti, perché tenta di sconfiggere la morte attraverso la chimica. Il racconto offre un messaggio morale secondo cui l'uomo non dovrebbe tentare di sostituirsi a Dio. Questa è una critica ante-litteram ai valori dell'ideologia transumanista secondo cui la scienza e la tecnologia possono essere utilizzate per superare la condizione umana. Dopo Mary Shelley, anche altri autori affrontarono questo tema, tra i quali HG Wells, autore de L'uomo invisibile e L'isola del dottor Moreau, entrambi i quali raccontano storie dal punto di vista di uomini di scienza e dei loro tentativi falliti di manipolare le forze della natura.
Il genere cyberpunk è fortemente influenzato dal transumanesimo e critica in genere l'uso della tecnologia per aumentare la natura umana mostrando le conseguenze che derivano dal suo uso improprio. Opere come Neuromante, Il cacciatore di androidi, e la serie manga Akira, mostrano mondi dove il progresso tecnologico ha migliorato in modo radicale la razza umana ma ha anche creato enormi fratture sociali. I "bassifondi ad alta tecnologia" sono scenari in cui la povertà dilagante è spesso sfruttata da un'aristocrazia resa immortale tramite il potenziamento cibernetico. Il genere cyberpunk mettere in guardia contro il transumanesimo mettendo in evidenza gli elementi problematici dell'economia sociale che lo supportano.

### Autori transumanisti di rilievo
- Neal Asher
- Margaret Atwood
- Iain M. Banks
- Stephen Baxter
- Greg Bear
- Gregory Benford
- Marshall Brain
- David Brin
- Octavia Butler
- Ted Chiang
- Arthur C. Clarke
- Philip K. Dick
- Cory Doctorow
- Jacek Dukaj
- Greg Egan
- Warren Ellis
- Peter F Hamilton
- Michel Houellebecq
- Aldous Huxley
- Zoltan Istvan
- Stanisław Lem
- C. S. Lewis
- Ken MacLeod
- Richard K. Morgan
- Ramez Naam
- Yuri Nikitin
- Richard Powers
- Adam Renzema
- Alastair Reynolds
- John Scalzi
- Dan Simmons
- David Simpson
- Olaf Stapledon
- Neal Stephenson
- Bruce Sterling
- Charles Stross
- John C. Wright

## In televisione e al cinema
Il genere fantascientifico ha spesso affrontato il tema del transumanesimo, e delle sue implicazioni etiche. Nei primi vent'anni del XXI secolo, tuttavia, si è visto un grosso aumento dei film e serie TV sui supereroi. Buona parte di queste opere includono o sono completamente costruite attorno ai temi del transumanesimo: da Iron Man a Batman, molti sono gli eroi tecnologicamente aumentati e che dimostrano il grande balzo che l'umanità potrebbe intraprendere nel migliorare la propria condizione. Inoltre, la popolarità di questi film dimostra un cambiamento ideologico in tutta la cultura occidentale: l'ossessione mediatica sull'uso della tecnologia per aumentare le prestazioni di uomini e donne comuni è diventata di recente un'idea accettata e celebrata.
- Avatar (film 2009)
- Battlestar Galactica
- L'altra faccia del pianeta delle scimmie
- Caprica
- Humandroid
- Seikai no monshō
- Cyborg
- District 9
- Doctor Who
- Elysium
- Ex Machina
- Fringe
- Galaxy Express 999
- Gattaca
- Ghost in the Shell
- Her
- Interstellar
- Jupiter - Il destino dell'universo
- Limitless
- Matrix (trilogia)
- La malinconia di Haruhi Suzumiya
- Mobile Suit Gundam
- Neon Genesis Evangelion
- Orphan Black
- Pacific Rim
- La franchise RoboCop
- Stargate SG-1
- Episodi della serie originale di Star Trek
  - "Where No Man Has Gone Before"
  - "Charlie X"
  - "Miri"
  - "What Are Little Girls Made Of?"
  - "Space Seed"
  - "Metamorphosis"
  - "Spock's Brain"
  - "Is There in Truth No Beauty?"
  - "Plato's Stepchildren"
- Episodi di Star Trek: The Next Generation
  - "Hide and Q"
  - "The Nth Degree
  - "Q Who", "The Best of Both Worlds" and "I, Borg"
- Guerre stellari
- Strange Days
- Terminator Salvation
- Texhnolyze
- Tron - La serie
- Episodi degli X-Files
  - "Killswitch"
- Watchmen
- La serie X-Men
- La serie Years and Years

## Nei fumetti
- Akira
- Alita l'angelo della battaglia
- Il webcomic Dresden Codak, interpretato da un cyborg transumano di nome Kimiko Ross che aumenta il suo corpo nel corso degli avvenimenti del fumetto.
- Il fumetto Transmetropolitan, ambientato diversi secoli nel futuro, che tratta di una società transumana che include cyborg, umani nella realtà virtuale e mutanti geneticamente modificati.
- Le graphic novel distopiche Upgrade e Monkey Room di Louis Rosenberg affrontano in maniera satirica la marcia umana verso la singolarità.
- Il fumetto Nathan Never, nella sua rappresentazione della società futura, fa fare ai personaggi un largo uso di interfacce bioniche, innesti, parti del corpo artificiali, realtà vituale immersiva, ed include cloni, mutati artificiali, robots ed intelligenze artificiali oramai talmente evolute da essere delle vere e proprie forme di vita.

## Nei musical
- Be More Chill

## Nei videogiochi
- Serie BioShock
- Serie System Shock
- Serie Wolfenstein
- Serie Crysis
- Serie Deus Ex
- Serie Shadowrun
- Serie Half-Life
- Serie Halo
- Metal Gear Rising: Revengeance
- SOMA
- Cyberpunk 2077
- Call of Duty: Black Ops III
- 2064: Read Only Memories
- Nier: Automata

## Nei giochi da tavolo
- Il gioco di ruolo Eclipse Phase porta il transumanesimo in un'ambientazione horror post-apocalittica in cui le Seed Artificial Intelligences sono diventate canaglia, presentandosi con lo slogan “Your mind is software. Programmalo. - Il tuo corpo è un guscio. Cambiarlo. - La morte è una malattia. Curarlo. - L'estinzione si avvicina. Combattilo."
- Il supplemento GURPS Transhuman Space si occupa di un futuro transumanista più vicino del nostro sistema solare, descrivendo un gioco di ruolo ambientato "nell'anno 2100".
- Un altro esempio importante e longevo è l'universo di Warhammer 40.000, il franchise di strategia da tavolo di lunga data di Games Workshop, che include diversi videogiochi e dozzine di romanzi. Sebbene di solito si concentri su concetti come la perdita della tecnologia e la morte della conoscenza, e neanche lontanamente vicino a quella che potrebbe essere definita una "utopia", l'universo di Warhammer 40.000 rappresenta un ambiente in cui il transumanesimo e persino il postumanesimo sono entrambi abbastanza diffusi. Modificazioni cibernetiche e genetiche, interfacce uomo-macchina, "spiriti" computer consapevoli (IA avanzate), viaggi spaziali onnipresenti e persino veri dei postumani sono tutti abbastanza importanti e presenti ovunque. I protagonisti di molti romanzi e campagne, gli Imperial Space Marines, sono letteralmente transumani da manuale: normali uomini umani che sono stati così ampiamente potenziati e modificati dalla tecnologia da non essere più Homo sapiens ma qualche altra nuova specie. Tuttavia, a differenza di molti futuri transumani o postumani descritti dagli autori sull'argomento, Warhammer 40.000 è cupo, violento e pieno di guerra e persino con l'esistenza di divinità postumane (come l'Imperatore dell'umanità oi suoi Primarchi) l'umanità è ancora assediata da tutte le parti da minacce, comprese quelle di dei veri e soprannaturali, vale a dire gli dei del caos, le due divinità orche, Gork e Mork, e la loro prole fungina e il C'Tan, gli dei divoratori di stelle che hanno ingannato i Necron facendoli diventare ciò che sono ora.